# Société générale de Belgique

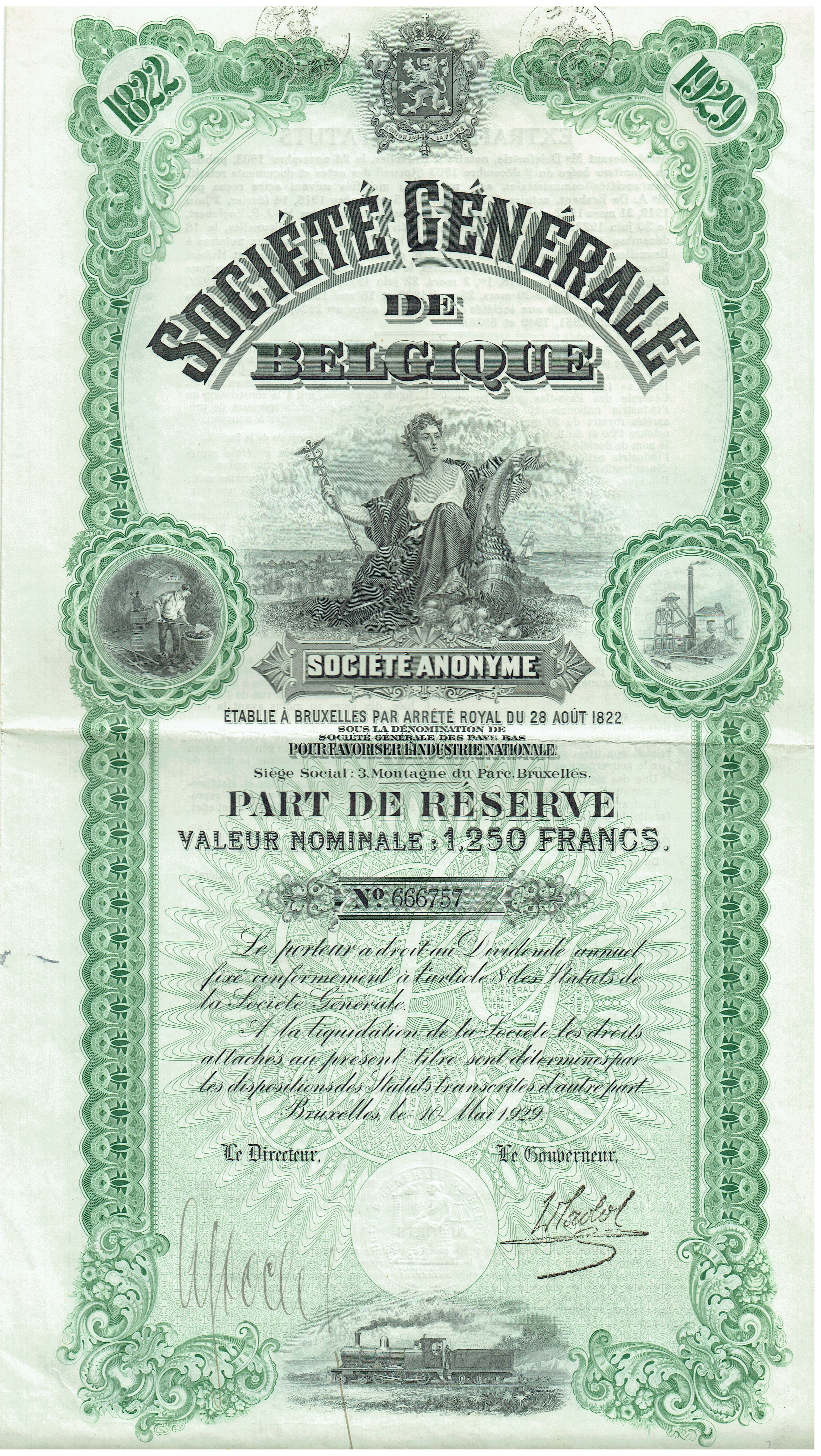
Wertpapier der Société générale de Belgique vom 10. Mai 1929

Die Société générale de Belgique war ein 1822 gegründeter, bis 2003 bestehender großer Mischkonzern in Belgien.
Das Unternehmen wurde 1822 vom niederländischen König Wilhelm I. zur Förderung der wirtschaftlichen Entwicklung des Landes gegründet. Nach der Revolution von 1830 und der Loslösung von den Niederlanden diente es bis 1850 als Zentralbank des unabhängig gewordenen Belgien. Infolgedessen investierte das Unternehmen stark in den Straßen-, Eisenbahn- und Kanalbau.
Die wirtschaftliche Ausbeutung der Bodenschätze des Belgisch-Kongo wurde einer Tochtergesellschaft der Société générale, der Union minière du Haut Katanga, übertragen. Sie trug zusammen mit der Force Publique in hohem Maße zu den menschenverachtenden kolonialwirtschaftlichen Verhältnissen bei, die unter dem Begriff Kongogräuel Bekanntheit erlangten.
In Folge der Weltwirtschaftskrise wurde des Bankgeschäfts der Gesellschaft 1934 in die „Société générale de banque“ ausgegliedert und abgespalten.
Olivetti erwarb 18 % des Aktienkapitals der Société Générale de Belgique und versuchte 1988 vergeblich diese zur Sperrminorität aufzustocken. 2003 wurde die Société générale von ihrem Alleininhaber, der Suez Lyonnaise des Eaux mit dem Unternehmen Tractebel fusioniert.